# Margot Holst
Margot Holst, född 1958 i Högvålen, Härjedalen, är en svensk målare och  skulptör. 
Hon är tillsammans med sin make, konstnären Tomas Holst, främst verksam vid det egna "Holstmuseet" på Dala-Järna Konstgård i Dala-Järna. Utöver egna verk ställer makarna Holst även ut andra konstnärer samt hade också tidigare Sveriges enda större offentliga samling av historiska dalahästar. Denna samling har sedermera överförts till Dalarnas museum.
Margot Holst ägnar sig främst åt oljemåleri men även åt  skulptur och installationer samt verkar även som tonsättare (se diskografi) och diktare. Enligt hennes hemsida är hon bland annat representerad på Dalarnas museum, Dalarnas läns landsting och i ett antal kommunala samlingar. Hon erhöll Lions kulturpris år 2000.

## Diskografi
- 2004 - Margot Holst tonsätter och sjunger dikter av Tomas Holst[2]